# C-type planetoïde
C-klasse planetoïden zijn koolstofhoudende planetoïden. Het zijn de meest voorkomende types. Ze maken ongeveer 75% van de bekende planetoïden uit, en zelfs een nog hoger percentage in het buitenste gedeelte van de planetoïdengordel voorbij 2,7 AE. Die bestaat vrijwel volledig uit dit type.